# Rogno
Rogno (lombardul: Rógn) település Olaszországban, Lombardia régióban, Bergamo megyében. Lakosainak száma 3862 fő (2023. január 1.). Rogno Castione della Presolana, Costa Volpino, Artogne, Darfo Boario Terme, Songavazzo, Angolo Terme és Pian Camuno községekkel határos.

## Népesség
A település lakossága az elmúlt években az alábbi módon változott:
| Lakosok száma | 3909 | 3931 | 3862 |
|               | 2017 | 2018 | 2023 |